# Појнт ов Рокс (Мериленд)
Појнт ов Рокс (енгл. Point of Rocks) насељено је место без административног статуса у америчкој савезној држави Мериленд.

## Демографија
По попису из 2010. године број становника је 1.466.
| Група             | 2000.    | 2010.         |
| Белци             | 0 (0,0%) | 1.203 (82,1%) |
| Афроамериканци    | 0 (0,0%) | 115 (7,8%)    |
| Азијати           | 0 (0,0%) | 30 (2,0%)     |
| Хиспаноамериканци | 0 (0,0%) | 76 (5,2%)     |
| Укупно            | 0        | 1.466         |